# Gradinhan
Gradinhan (en francès Gradignan) és un municipi francès situat al departament de la Gironda i a la regió de la Nova Aquitània.

## Demografia
| Evolució de la població Ehess i INSEE |       |       |       |       |       |       |       |       |
| 1793                                  | 1800  | 1806  | 1821  | 1831  | 1836  | 1841  | 1846  | 1851  |
| 1 860                                 | 1 382 | 1 461 | 1 487 | 1 630 | 1 643 | 1 727 | 1 843 | 1 867 |

| 1856  | 1861  | 1866  | 1872  | 1876  | 1881  | 1886  | 1891  | 1896  |
| ----- | ----- | ----- | ----- | ----- | ----- | ----- | ----- | ----- |
| 1 834 | 1 989 | 2 079 | 2 269 | 2 377 | 2 453 | 2 672 | 2 727 | 2 818 |

| 1901  | 1906  | 1911  | 1921  | 1926  | 1931  | 1936  | 1946  | 1954  |
| ----- | ----- | ----- | ----- | ----- | ----- | ----- | ----- | ----- |
| 2 853 | 2 945 | 2 895 | 2 982 | 3 180 | 3 314 | 3 418 | 5 213 | 4 807 |

| 1962  | 1968   | 1975   | 1982   | 1990   | 1999   | 2006 | 2011 | 2016 |
| ----- | ------ | ------ | ------ | ------ | ------ | ---- | ---- | ---- |
| 6 803 | 10 402 | 18 691 | 21 441 | 21 727 | 22 193 | -    | -    | -    |

| 2019 | - | - | - | - | - | - | - | - |
| ---- | - | - | - | - | - | - | - | - |
| -    | - | - | - | - | - | - | - | - |

## Administració
| Període   | Identitat         | Partit        |
| --------- | ----------------- | ------------- |
| 1886-1904 | Eugéne Buhan      |               |
| 1904-1919 | Léon Dubreuil     |               |
| 1919-1929 | Charles Gondoin   |               |
| 1929-1932 | Francis Rongère   |               |
| 1932-1939 | Charles Gondoin   |               |
| 1939-1945 | André Dubreuil    |               |
| 1945-1952 | Fernand Villemin  |               |
| 1952-1977 | Bernard Roumégoux | Divers droite |
| 1977-2003 | René Canivenc     | Divers droite |
| 2003-     | Michel Labardin   | Divers droite |

## Agermanaments
- Figueira da Foz
- Pfungstadt